# Hagen Koch
Hagen Koch (Dessau, 1940) è un militare e cartografo tedesco.
Allievo sottufficiale del reggimento di guardia fu incaricato di cartografare il percorso del muro di Berlino.

## Biografia
Nell'agosto del 1961, ad appena 21 anni, divenne allievo sottufficiale del reggimento di guardia, incaricato di cartografare il percorso del muro di Berlino. Nel 1994 inaugurò l'archivio del muro di Berlino.